# Malagarasi
Affluent principal du lac Tanganyika, la Malagarasi, ou Malagarazi prend sa source au Burundi dans les montagnes surplombant (au sud-est) la ville de Nyanza-lac.

## Géographie
D'une longueur de 475 km, à sa source, à peine vingt kilomètres la sépare alors des eaux bleues du lac Tanganyika. Après un parcours frontalier avec la Tanzanie (env. 160 km), la Malagarazi s'enfonce dans les terres tanzaniennes et décrit une large boucle dans le pays avant de se jeter dans le lac Tanganyika au niveau du village de Liagala.